# Rikers Island

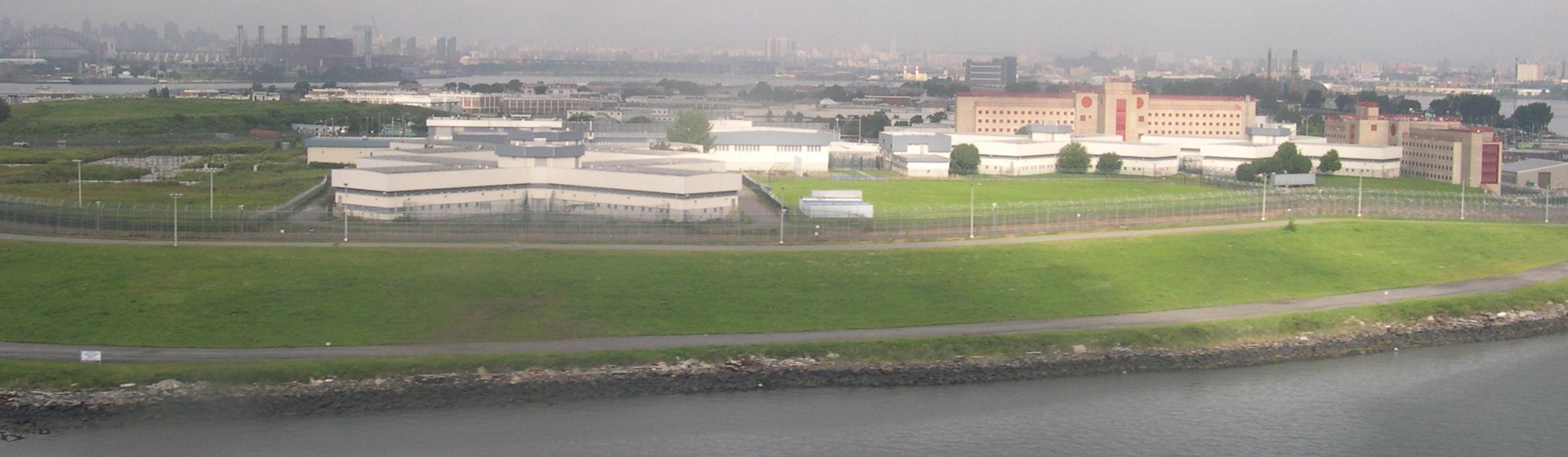
Uitzicht op Rikers Island

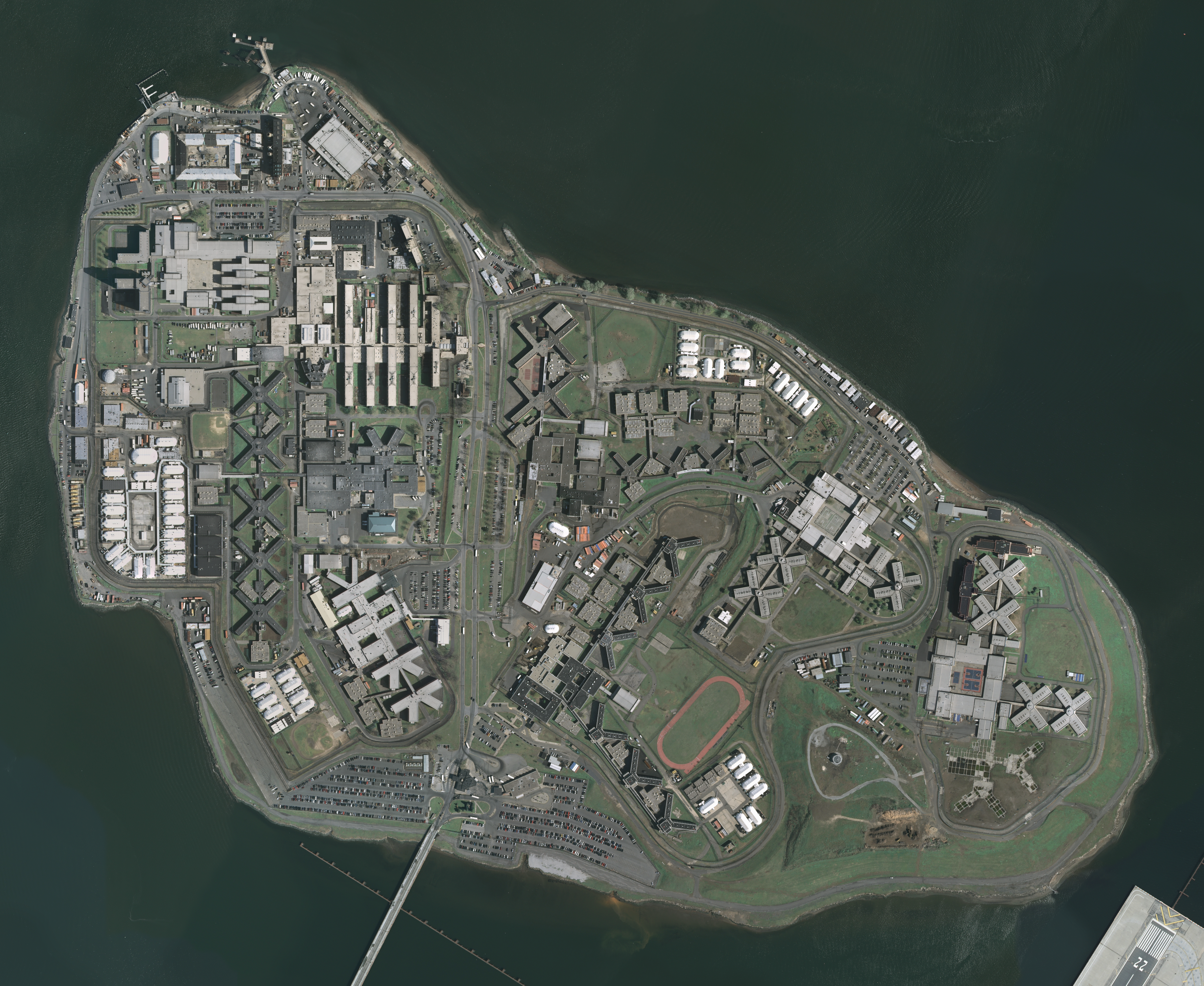
Luchtfoto uit 2006 van de U.S. Geological Survey: Rikers Island

Rikers Island is een eiland in de East River in New York, gelegen tussen de stadsdelen Queens en the Bronx, nabij de landingsbanen van LaGuardia Airport. Het is ook de naam van de ruim anderhalve vierkante kilometer grote gevangenis op dit eiland. Dit wordt beheerd door het New York City Department of Correction. Het gevangeniscomplex had doorheen de tijd een wisselende capaciteit die opliep tot 17.000 gevangenen. In 2017 was de capaciteit op Rikers Island gezakt tot 11.741 plaatsen, nog steeds de grote meerderheid van de 14.268 plaatsen beschikbaar binnen de locaties van het Department of Correction. Het DoC werkte voor alle gevangenissen samen in 2018 met een budget van 1,444 miljard dollar per jaar voor een gemiddeld aantal gevangenen van 9.133. Er werkten in 2018 10.427 gevangenbewaarders en 2.195 burgers.
Het eiland is genoemd naar de Nederlandse kolonist Abraham Rycken die in 1638 naar Long Island trok en wiens nazaten in Queens een gerespecteerde familie werden. De familie had het eiland in hun bezit tot het in 1884 verkocht werd aan de stad voor 180.000 dollar. Sindsdien is het op de een of andere manier altijd als een gevangenis gebruikt.

## Rikers Island-gevangenis
De instelling bestaat uit tien gevangenissen en de gevangenenpopulatie bestaat voornamelijk uit lokale overtreders die hun borgtocht niet kunnen betalen in afwachting van hun proces, personen die een straf van één jaar of minder uitzitten en gevangenen die tijdelijk hier worden ondergebracht in afwachting van hun overbrenging naar een andere instelling wanneer daar plaats vrijkomt.
De instelling is toegankelijk via een ongemarkeerde 1,28 km lange driebaansweg, de Rikers Island Bridge, die op 22 november 1966 werd geopend door burgemeester John Lindsay. Voordat de brug voltooid was kon het eiland alleen via een veerboot bereikt worden.
Het gevangeniscomplex werd stilaan een kleine stad. Er zijn scholen, ziekenhuizen, sportvelden, sportscholen, drugsrehabilitatieprogramma’s, kapellen, winkels, kappers, een bakkerij, een wasserette, een energiecentrale, een kopieerwinkel, een busdepot en zelfs een wasstraat. Rikers Island is een van de grootste gevangeniscomplexen in de Verenigde Staten.
Rikers Island heeft een reputatie van geweld, misbruik en verwaarlozing van gevangenen.
Hierdoor zijn er talrijke aanvallen door gevangenen op geüniformeerd en burgerpersoneel, met vaak ernstige verwondingen als gevolg.
Dit veroorzaakte veel aandacht in de media en processen tegen het stadsbestuur van New York. In 2013 werd Rikers Island, volgens het tijdschrift Mother Jones, gerangschikt als een van de tien slechtste penitentiaire inrichtingen in de Verenigde Staten. Het geweld op Rikers Island is de afgelopen jaren toegenomen. In 2015 waren er 9.424 aanvallen, het hoogste aantal in vijf jaar.
In een rapport uit 2017, getiteld "Smaller, Safer, Fairer: A roadmap to closing Rikers Island", kondigde burgemeester Bill de Blasio zijn voornemen aan om het gevangeniscomplex op Rikers Island binnen 10 jaar te sluiten, als de criminaliteitscijfers van de stad laag blijven en de bevolking op Rikers wordt teruggebracht van 10.000 naar 5.000. In februari 2018 suggereerde een commissie voor staatstoezicht dat de staat New York zou kunnen overgaan tot het sluiten van de faciliteit voor die deadline. In oktober 2019 stemde de gemeenteraad van New York voor sluiting van de faciliteit in 2026.

## Geschiedenis
Het eiland werd tijdens de Amerikaanse Burgeroorlog als militair oefenterrein gebruikt door zowel blanke troepen als door United States Colored Troops. De eerste regimenten die van het eiland gebruik maakten waren het 9th New York Volunteer Infantry Regiment en het 62nd New York Volunteer Infantry Regiment.
In 1884 kocht de stad New York het eiland van de nazaten van Abraham Rycken voor 180.000 dollar en gebruikte het eiland als een gevangenishoeve. In 1932 opende de stad er een mannengevangenis om de vervallen gevangenis op Blackwell’s Island (nu Roosevelt Island) te vervangen. Het eiland werd in 1954 vergroot waardoor de gevangenisfaciliteiten konden uitbreiden. Het oorspronkelijke gevangenisgebouw uit 1935 werd het James A. Thomas Center, een maximaal beveiligde instelling die in 2000 wegens structurele gebreken werd gesloten.
De kunstenaar Salvador Dalí schilderde een werk voor de gevangenis, omdat hij zich moest laten verontschuldigen voor een lezing over kunst voor de gevangenen. Het werk hing van 1965 tot 1981 in de eetzaal tot het verplaatst werd naar de gevangenislobby om het veilig te stellen. In maart 2003 werd het werk echter gestolen en vervangen door een replica. Vier cipiers werden gearresteerd en voorgeleid. Drie bekenden schuld, de andere werd vrijgesproken maar het schilderij werd niet teruggevonden.
In de vrouwengevangenis maakte Faith Ringgold een grote muurschildering. De muurschildering toont vrouwen in verschillende beroepen, als positieve alternatieven voor opsluiting.
Tijdens de Covid-19 Pandemie, en ook jaren daarvoor, werkten gevangen (regelmatig onvrijwillig) als grafdelvers voor een hongerloon op het nabijgelegen Hart Island. Hart island is New York's publieke begraafplaats voor lichamen van mensen die niet worden geclaimd om te begraven. Het begraven van ongeclaimde lichamen is gestopt in 2020.